# Ole Olsen (filmmaker)
Ole Anderson Olsen (Tangemose, Starreklinte, Vallkilde, 5 mei 1863 – Hellerup, 5 oktober 1943) was een Deens filmmaker en oprichter van Nordisk Film.

## Biografie

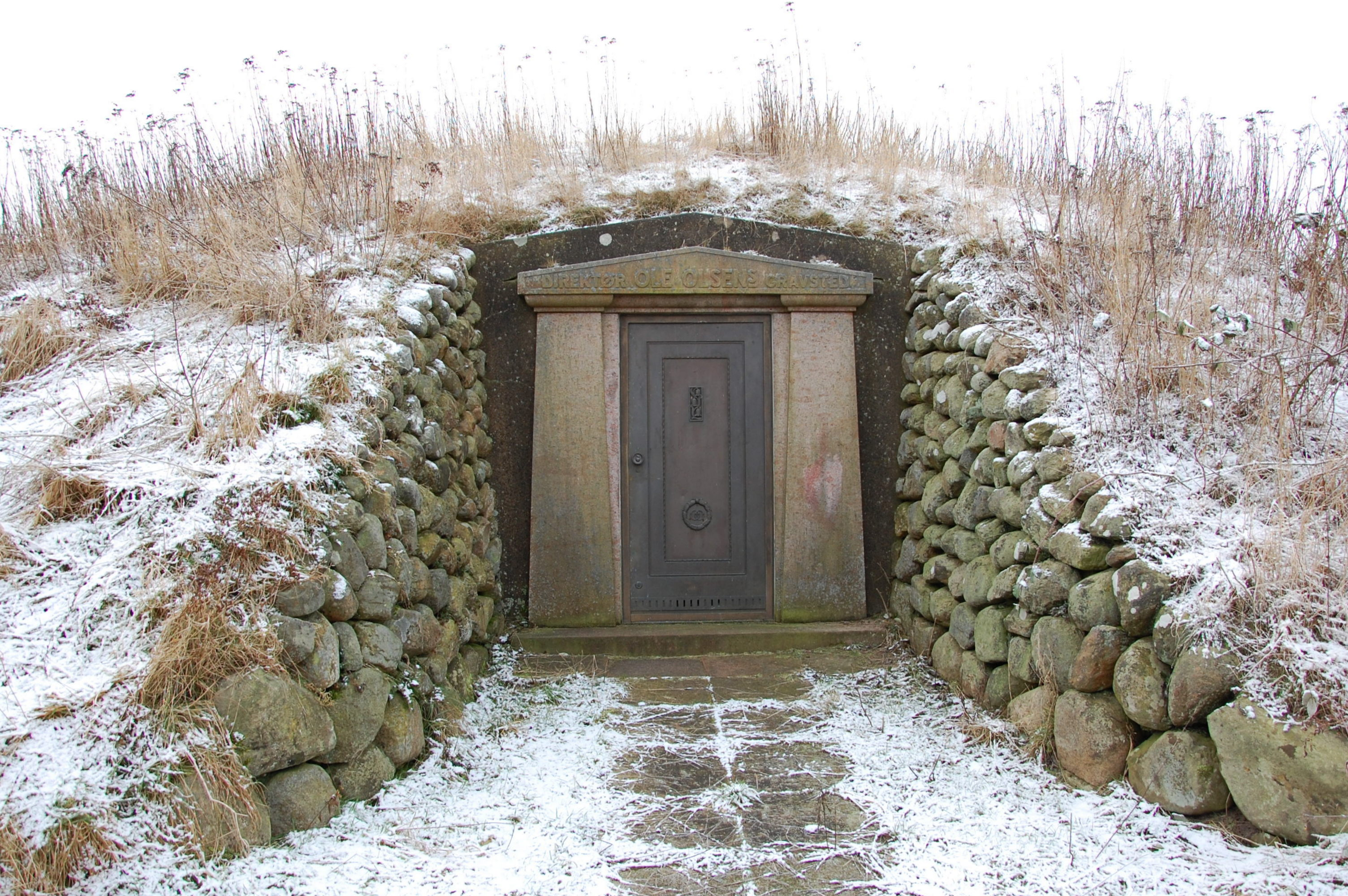
Grafheuvel van Olsen in Esterhøj

Ole Olsen werd geboren als derde kind in een armoedig gezin van vijf van timmerman Ole Olsen en Margrethe Scheer. Vanaf de leeftijd van zeven jaar begon hij te werken op boerderijen en landgoederen. Op achttienjarige leeftijd kwam hij naar Kopenhagen waar hij onder andere werkte als ober. Daarna werkte hij als stoker op een schip en vanaf 1883 reisde hij de markten af met een mobiele "peepshow" met bewegende beelden.
Op 23 april 1905 opende Olsen het Biograf-Theater, de tweede permanente bioscoop van Kopenhagen. Omdat hij niet tevreden was met de kwaliteit van de aangeboden films richtte hij zelf een filmproductiemaatschappij op. Zijn eerste film was de begrafenis van de op 29 januari 1906 gestorven koning Christian IX. Nadat Olsen een stuk grond aangekocht had in Valby voor de bouw van zijn filmstudio, werd op 6 november 1906 de Nordisk Film Kompagni opgericht.
Tijdens het tijdperk van de stomme film behoorde de filmmaatschappij tot de succesvolste ter wereld. In 1924 ging Olsen met pensioen en begon ook de neergang van het bedrijf door de opkomst van Hollywood en de internationale gesproken films.
Olsen verwierf in 1933 Esterhøjhof aan de voet van een heuvel in Esterhøj. Hij bouwde van 1936 tot 1938 zijn eigen grafheuvel, gelegen tussen twee grafheuvels uit de bronstijd. Na zijn dood in 1943 werd zijn urn in de grafkamer geplaatst en later ook die van zijn vrouw en kinderen. Volgens een testamentaire beschikking mag zijn graf op 5 oktober 2143 worden heropend, tweehonderd jaar na zijn dood. De grafkamer werd geopend en ontheiligd in januari 2010 door twee onbekende vandalen.

## Filmografie (selectie)
De bekendste titels:
- Bonden i København (1906)
- Løvejagten (1907)
- Atlantis (1913)
- Himmelskibet (1918)